# Palácio Episcopal de São Luís
O Palácio Episcopal de São Luís do Maranhão localiza-se na Praça Pedro II, no centro da cidade, ao lado da Catedral de Nossa Senhora da Vitória. Com origens no século XVII, é um importante monumento no centro histórico da cidade, declarado Patrimônio da Humanidade pela UNESCO.

## História
Inicialmente, o local do palácio foi ocupado pelo Colégio de Nossa Senhora da Luz, edificado pela Companhia de Jesus a partir de 1627. O conjunto do colégio e igreja jesuíta foi sendo ampliado, ao longo do século XVII, pela ação de figuras notáveis, como os padres António Vieira e João Felipe Bettendorf. As obras foram finalizadas no último quartel daquele século.

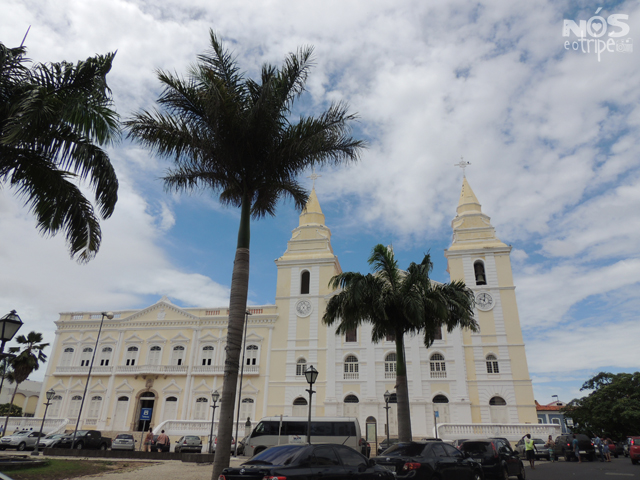
Conjunto formado pela Igreja da Sé e Palácio Episcopal, onde fica o Museu de Arte Sacra

A história dos jesuítas no Maranhão foi interrompida em 1759, quando ocorreu a expulsão dos jesuítas do Brasil Colônia. A igreja da Companhia passou a Sé Catedral de São Luís e o edifício do colégio foi transformado no paço dos bispos. Em meados do século XIX, o palácio estava em estado de ruína e passou por várias reformas, ganhando a aparência neoclássica que possui atualmente. Destaca-se no centro da fachada o portal em pedra de lioz, com o brasão da diocese. Com a criação do Arquidiocese de São Luís, em 1922, o palácio passou a ser despacho dos arcebispos da cidade.
A partir de 2014, o segundo pavimento do Palácio Episcopal passou a abrigar o Museu de Arte Sacra, buscando apresentar o processo histórico de colonização e ocupação do território maranhense, iniciado no século XVII, com um acervo de objetos de arte sacra e arte jesuíta.